# 奥坎冈
奥坎冈（法語：Hocquinghen，法語發音：[ɔkɛ̃ɡɑ̃]）是法国上法蘭西大區加来海峡省的一个市镇，属于加来区。

## 地理
奥坎冈（50°46'7"N, 1°56'17"E）面积1.94 平方千米，位于法国上法蘭西大區加来海峡省，该省份为法国北部沿海省份，西北濒北海，南至索姆省，东临北部省。
与奥坎冈接壤的市镇（或旧市镇、城区）包括：利克、勒贝尔格、叙尔克、班冈、埃尔班冈。

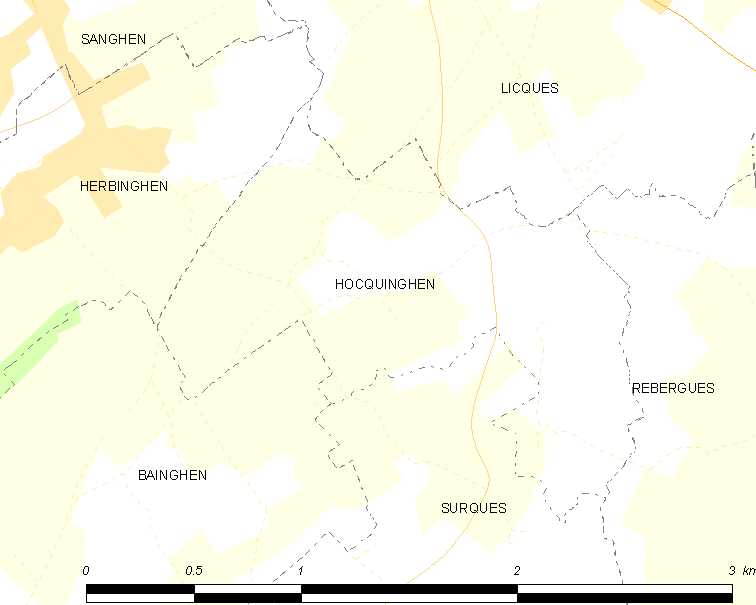
奥坎冈的OSM定位图

奥坎冈的时区为UTC+01:00、UTC+02:00（夏令时）。

## 行政
奥坎冈的邮政编码为62850，INSEE市镇编码为62455。

## 政治
奥坎冈所属的省级选区为加来第二县。

## 人口

1962-2008年间奥坎冈人口变化图示

奥坎冈于2022年1月1日时的人口数量为116人。